# Exploits Valley Air Services
Exploits Valley Air Services, также известная как EVAS и EVAS Air, — канадская авиакомпания со штаб-квартирой в городе Гандер (провинция Ньюфаундленд и Лабрадор). Портом приписки перевозчика и его главным транзитным узлом (хабом) является международный аэропорт Гандер, в качестве основного пункта назначения используется международный аэропорт Сент-Джонс.
Exploits Valley Air Services предлагает экскурсионные полёты, обучение и тренировку пилотов в собственной лётной школе, ремонт и техническое обслуживание воздушных судов, а также выполняет чартерные и регулярные рейсы от имени магистральной авиакомпании Air Canada под брендом Air Canada Express.

## Флот
В 2013 году воздушный флот авиакомпании EVAS составляли следующие самолёты:
- Beechcraft 1900D: 7
- Cessna 150: 3
- Cessna 152: 10
- Cessna 172: 6
- Piper PA44: 1

## Маршрутная сеть
- Ньюфаундленд и Лабрадор
  - Дир-Лейк — региональный аэропорт Дир-Лейк
  - Гандер — международный аэропорт Гандер
  - Хэппи-Валли/Гус-Бей — аэропорт Гус-Бей
  - Сент-Джонс — международный аэропорт Сент-Джонс
  - Уобаш — аэропорт Уобаш